# Maria Hryniewicz
Maria Hryniewicz-Winklerowa (ur. 8 grudnia 1904 w Warszawie, zm. 15 kwietnia 1970 w Morawicy) – polska aktorka teatralna i filmowa.

## Życiorys
Pochodziła z rodziny o teatralnych tradycjach: była córką Piotra Hryniewicza – aktora, reżysera i dyrektora teatrów oraz wnuczką Władysława Krogulskiego – aktora i dyrygenta, natomiast jej siostrą była tancerka Rena (Regina) Hryniewicz. Maria Hryniewicz kształciła się w jednej z warszawskich pensji, jednocześnie przygotowywana była przez dziadka do zawodu aktorki. Na scenie debiutowała w 1916 w warszawskim Teatrze Małym. Następnie, do 1918 roku, uczyła się w Warszawskiej Szkole Dramatycznej. Do gry aktorskiej powróciła 1919 roku i do 1922 roku występowała w Teatrze im. Juliusza Słowackiego w Krakowie. Następnie grała w Katowicach (Teatr Miejski, 1922–1923) oraz w Warszawie (Teatr Rozmaitości 1923–1924, Teatr Narodowy 1924–1925). W 1926 roku wyszła za mąż za Mieczysława Winklera – aktora i dyrektora teatrów. W kolejnych latach występowała we Lwowie (Teatr Miejski, 1926–1927), Lublinie (1927–1928), Warszawie (teatry: Nowości 1928, Bagatela, Mała Kometa 1931), Płocku (1929–1930), Grodnie oraz Łodzi (Teatr Popularny, 1933–1936). Następnie grała w objazdowym Teatrze Ziemi Kielecko-Radomskiej (1936–1937), by osiąść w stolicy jako członkini zespołu Teatru Rozmaitości.
Podczas II wojny światowej prowadziła w Warszawie kawiarnię, a po powstaniu warszawskim została wywieziona w głąb Niemiec. Po powrocie do Polski, w 1945 roku wraz z mężem przeniosła się do Kielc, gdzie pracowała do przejścia na emeryturę (1966) na scenie tamtejszego Teatru im. Stefana Żeromskiego. Ok. 1946 roku rozwiodła się z Mieczysławem Winklerem.

## Filmografia
- Carska faworyta (1918)
- Ludzie bez jutra (1919) – córka prezesa teatrów
- Tajemnica medalionu (1922) – panienka z dworu
- Rok 1863 (1922) – Salomea Brynicka